# اسکات مک‌تامینی
اسکات مک‌تامینی (انگلیسی: Scott Francis McTominay؛ زادهٔ ۸ دسامبر ۱۹۹۶) بازیکن فوتبال اهل روستای ماستر است که برای باشگاه ناپولی بازی می‌کند.
مک تامینای فارغ‌التحصیل آکادمی جوانان منچستریونایتد است. او متولد انگلستان است ولی توانست از طریق پدر اسکاتلندی برای تیم ملی اسکاتلند بازی کند.

## عملکرد باشگاهی
باشگاه جوانان

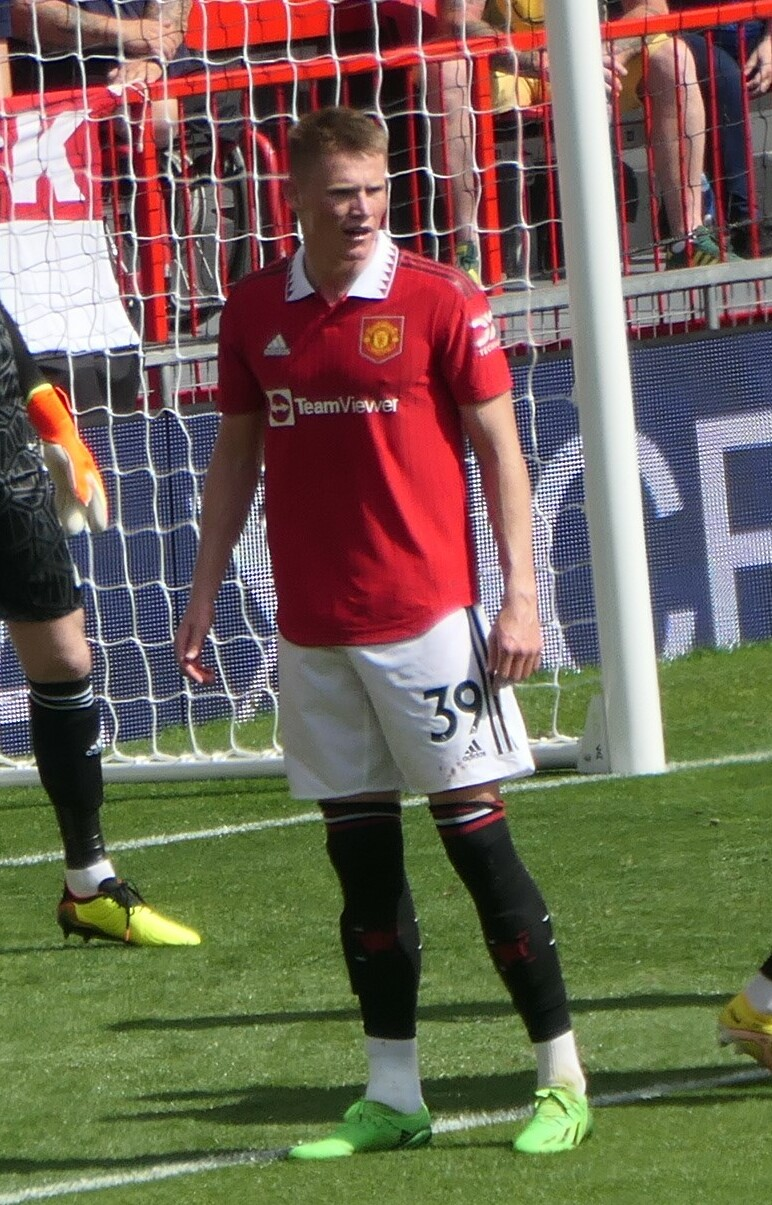
مک تامینی در 2022 در برابر برایتون

مک تومینی از پنج سالگی پس از حضور در مرکز توسعه باشگاه در پرستون با آکادمی منچستر یونایتد در ارتباط بود. مک تومینی با حضور در سالهای ابتدایی دوران جوانی خود به عنوان یک مرکز پیشرو، به نقش میانه مرکزی تبدیل شد و تحت عنوان وارن جویس قرار گرفت. او اولین قرارداد حرفه ای خود را در ژوئیه ۲۰۱۳ امضا کرد.
او بین ۲۰۱۳ و ۲۰۱۵ هفت بازی برای زیر ۱۸ سال‌ها انجام داد اما به دلیل کوچک بودنش تلاش کرد. مک تأمینی به دلیل صدمات مربوط به مسائل مربوط به رشد و توسعه، بخش عمده ای از فصل ۲۰۱۴–۱۵ را از دست داد و طی دو سال ۱۴ اینچ رشد کرد.

### فصل۱۷–۲۰۱۶
در تاریخ ۳۰ آوریل ۲۰۱۷، مک تومینی برای بازی مقابل سوانزی سیتی در لیگ برتر، روی نیمکت تعویض قرار گرفت. او اولین حضور خود در لیگ برتر را قبل از شروع بازی نهایی منچستر یونایتد در فصل ۲۱ مه، در پیروزی ۲–۰ در خانه مقابل کریستال پالاس در ۷ ماه مه انجام داد و به عنوان جایگزینی مقابل آرسنال به میدان رفت.

### فصل۱۸–۲۰۱۷
پیش از فصل ۲۰۱۷–۱۸، مکتومینی به عنوان تور مهماندار منچستر یونایتد برای تور پیش فصل خود در ایالات متحده و همچنین برای بازی‌های مقابل ولرنگا و سامپدوریا معرفی شد. در بازی مقابل ویلرنگا در تاریخ ۳۰ ژوئیه ۲۰۱۷، مک تی تومینی دقیقاً بعد از علامت ساعت، به عنوان جانشین پل پوگبا حاضر شد و ۱۰ دقیقه بعد، او اولین گل ارشد خود را در پیروزی ۳–۰برای این باشگاه به ثمر رساند. مک تومینای اولین حضور خود در فصل مقابل برتون آلبیون را در جام EFL در تاریخ ۲۰ سپتامبر ۲۰۱۷ انجام داد و در دقیقه ۶۴، به عنوان جایگزین مارکوس راشفورد به میدان رفت.
او اولین بازی اروپایی خود را در تاریخ ۱۸ اکتبر در برابر بنفیکا انجام داد و در زمان مصدومیت هنریخ میخیتاریان به عنوان جانشین او قرار گرفت و یک ضربه آزاد به دست آورد.
دو روز بعد، مک تومینای قرارداد جدیدی با یونایتد منعقد کرد و وی را تا ژوئن ۲۰۲۱ در این باشگاه نگه داشت، و گزینه ای برای تمدید یک سال دیگر وجود دارد.
او اولین شروع فصل خود را در ۲۴ اکتبر، در یک پیروزی ۲–۰ مقابل سوانزی در استادیوم آزادی در دور چهارم جام EFL انجام داد.

### فصل۱۹–۲۰۱۸
در تاریخ ۲۱ ژانویه سال ۲۰۱۹، مکتومینای تمدید قرارداد را امضا کرد و وی را با گزینه دیگر یک سال دیگر تا سال ۲۰۲۳ در یونایتد نگه داشت. با جایگزینی نمانیا ماتیچ، مجدداً اولین شروع واقعی او تحت مدیریت اوله گونار سولشایر در ۲۴ فوریه برابر لیورپول بود. مک تامینای به دلیل سهم خود در بازی‌های لیگ قهرمانان اروپا مقابل پاری سن ژرمن و بارسلونا، مورد توجه ستوان و گزارشگران قرار گرفت.
او اولین گل رقابتی خود را برای یونایتد در ۲ آوریل ۲۰۱۹ به ثمر رساند، در ۴۱مین حضورش برای این باشگاه انجام داد، هنگامی که آنها با نتیجه ۲ بر یک به ولورهمپتون باختند.

### فصل۲۰–۲۰۱۹
مک تومینای اولین گل خود در این فصل را در اولدترافورد در تساوی ۱–۱ مقابل آرسنال در ۳۰ سپتامبر ۲۰۱۹ به ثمر رساند. در ۲۷ اکتبر، مک تامینای با پیروزی ۳ بر یک مقابل نورویچ سیتی در کارو رود، ۲٬۰۰۰ گل لیگ برتری یونایتد را به ثمر رساند. مک تومینای گل دیگری نیز د در تاریخ ۱۰ نوامبر مقابل برایتون به ثمر رساند، پس از اینکه یونایتد با موفقیت در هیئت لیگ برتر درخواست کرد که نباید آن را به عنوان گل به خودی داوی پروپر ثبت کند.
مک تومینای در ۲۶ دسامبر از مصدومیت لیگامان زانو رنج برد و این مانع از بازی او به مدت دو ماه شد. وی آموزش کامل را در ۱۹ فوریه ۲۰۲۰ از سر گرفت.
در تاریخ ۲۷ فوریه، مک تومینای اولین گل اروپایی خود در لیگ یوفا لیگ اروپا از ۳۲ بازی رفت مرحله دوم مقابل کلوب بروخه را به ثمر رساند و یونایتد با نتیجه ۵ بر ۰ به پیروزی رسید (۶–۱ در کل). در ۸ مارس، او در پیروزی ۲–۰ در خانه منچستر سیتی، دومین گل یونایتد را به ثمر رساند و از ۴۰ یاردی دروازه بعد از اشتباه ادرسون دروازه‌بان منچسترسیتی، به دروازه خالی شلیک کرد تا یونایتد برای اولین بار در این دهه بتواند حریف همشهری خود را دبل کند.

## عملکرد بین‌المللی
مک تامینای در انگلیس متولد شد، اما از طریق پدرش که از هلنسبورگ آمده‌است، تبار اسکاتلندی دارد. مک تومینای در اردوگاه‌های آموزشی با طرف‌های جوان اسکاتلندی شرکت کرد. در نوامبر سال ۲۰۱۷، مکتومینای به مدیر عملکرد اتحادیه فوتبال اسکاتلند، گفت که می‌خواهد تمرکز خود را برای تأمین جایگاه در تیم اول منچستریونایتد متمرکز کند.
در فوریه سال ۲۰۱۸، مربی باشگاه ژوزه مورینیو پیشنهاد داد که الکس مک لیشی، سرمربی جدید اسکاتلند، باید مک تومینای را انتخاب کند زیرا به نظر می‌رسد انگلیس او را از دست می‌دهد. مک تامینای آینده خود را به اسکاتلند متعهد کرد و در ماه مارس در ترکیب آنها برای دو دیدار دوستانه انتخاب شد.
بعداً در همین ماه، پدربزرگ مک تامینای فاش کرد که سر الکس فرگوسن می‌خواست وی نماینده اسکاتلند باشد. برایان مک کلر، مربی آکادمی منچستر یونایتد توضیح داد: "مک لایش تلاش زیادی برای رسیدن به کرینگتون برای دیدار با او انجام داد، زیرا این در وسط هوای بدی بود که ما داشتیم. او این کار را کرد، یک پرونده را گذاشت. گرت ساوتگیت متنی برای او فرستاد. "مک تومینی دربارهٔ گفتگو با مک لایش گفت: "او جهنمی از راه طولانی را طی کرد تا بیاید و با من صحبت کند و من باید از او تشکر کنم. مکالمه ای که داشتیم نسبتاً ساده بود. من می‌خواستم برای اسکاتلند بازی کنم و همیشه هستم. از زمانی که من پسر جوانی بودم و وقتی او با من تماس گرفت، لحظه ای فوق‌العاده افتخارآمیز برای من بود و امیدوارم بتوانم خوب پا بزنم. "
در ۲۳ مارس، مک تومینای یکی از چهار بازیکنی بود که اولین بازی بین‌المللی خود را زیر نظر مکلیش انجام داد. او قبل از تعویض استوارت آرمسترانگ، ۵۷ دقیقه اول را در یک بازی دوستانه ۱–۰ مقابل کاستاریکا بازی کرد. او اولین حضور رقابتی خود در اسکاتلند را در سپتامبر ۲۰۱۸، به عنوان جانشین کالوم مک گرگور در پیروزی ۲–۰ مقابل آلبانی انجام داد.
در نوامبر ۲۰۱۹ او یکی از سه بازیکن اسکاتلند بود که به دلیل مصدومیت از تیم ملی کناره‌گیری کرد.